# 34e division SS Landstorm Nederland
 (octobre 2019).
Si vous disposez d'ouvrages ou d'articles de référence ou si vous connaissez des sites web de qualité traitant du thème abordé ici, merci de compléter l'article en donnant les références utiles à sa vérifiabilité et en les liant à la section « Notes et références ».
La 34e division SS « Landstorm Nederland » est l’une des 38 divisions de Waffen-SS durant la Seconde Guerre mondiale, connue comme étant la deuxième division néerlandaise.

## Historique
En mars 1943, l'organisation est formée pour la défense civile néerlandaise du territoire, son nom signifiant « territoriale néerlandaise ». Elle est encadrée par des officiers de la police allemande. En octobre, elle tombe sous le contrôle de la Waffen-SS et se renforce d'environ 3 500 miliciens nazis néerlandais. Elle fut employée principalement dans un rôle de police pour des opérations anti-résistant.
En septembre 1944, quelques éléments furent envoyés à Arnhem combattre la 1re division parachutiste britannique.
Engagée sur les arrières du front contre les partisans du Brabant-Septentrional, elle participe aux derniers combats à l'ouest à Veenendaal contre les troupes canadiennes en mai 1945.
Certains éléments participent à la bataille de Berlin.

## Désignations successives
- Octobre 1943 : Landstorm Nederland
- Novembre 1944 : SS-Freiwilligen Grenadier Brigade Landstorm Nederland
- Février 1945 : 34.SS-Freiwilligen Grenadier Division Landstorm Nederland

## Ordre de batailles
- Division Stab
- SS-Feldersatz-Battalion 60
- Grenadier-Regiment Nr.1
- SS-Freiwilligen-Grenadier-Regiment 83
- SS-Freiwilligen-Grenadier-Regiment 84
- SS-Artillerie-Regiment 60
- SS-Panzerjäger-Abteilung 60 Nordwest
- SS-Pionier-Kompanie 60
- SS-Nachrichten-Kompanie 60
- SS Vet-Kompanie 60
- SS Feldpostamt 60
- SS Sanitäts-Kompanie 60

## Liste des commandants successifs
| Début           | Fin           | Grade               | Nom                   |
| --------------- | ------------- | ------------------- | --------------------- |
| Avril 1943      | Juin 1944     | SS-Hauptsturmführer | Viktor Knapp          |
| Juin 1944       | Novembre 1944 | SS-Brigadeführer    | Jürgen Wagner         |
| 5 novembre 1944 | 8 mai 1945    | SS-Oberführer       | Martin Kohlroser (en) |